# Kınıkkoz, Göksun
Kınıkkoz là một xã thuộc huyện Göksun, tỉnh Kahramanmaraş, Thổ Nhĩ Kỳ. Dân số thời điểm năm 2010 là 446 người.